# Program Rewitalizacji Miasta Katowice

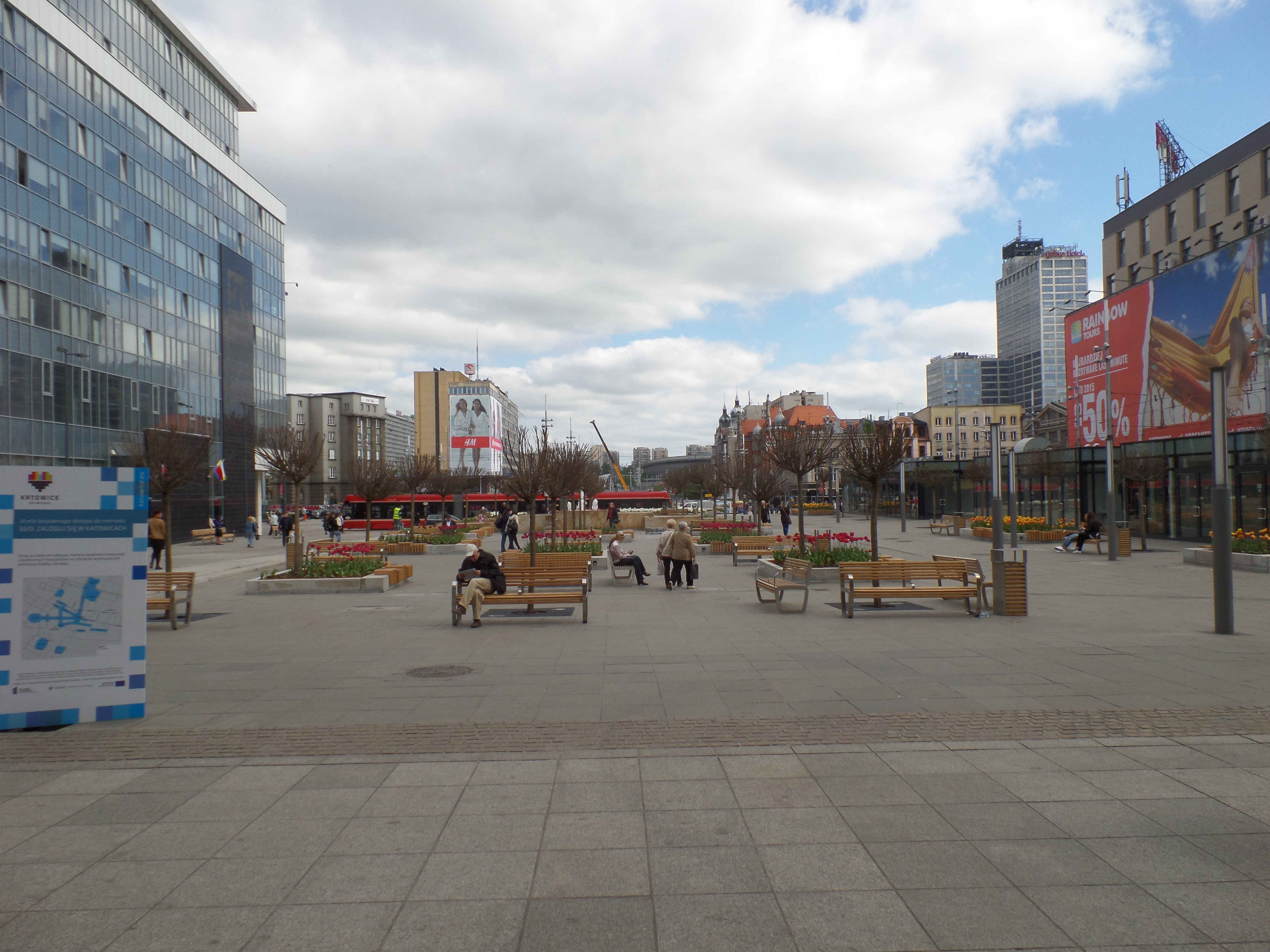
Plac kwiatowy na zrewitalizowanym Katowickim Rynku

Program Rewitalizacji Miasta Katowice – program działań na rzecz rewitalizacji Katowic na lata 2016-2022 przyjęty uchwałą Rady Miasta nr XXVII/559/16 z dn. 29 czerwca 2016 r.

## Strategia Rozwiązywania Problemów
Zespół działań urbanistycznych i planistycznych, koordynowanych przez lokalną administrację samorządową, których celem jest społeczne, architektoniczne, planistyczne i ekonomiczne korzystne przekształcenie wyodrębnionego obszaru gminy będącego w stanie kryzysu wynikającego z czynników ekonomicznych i społecznych. Poniżej strategia przedstawiona przez władze Katowic:
- przeciwdziałania negatywnym procesom demograficznym[2]
- promowaniu przedsiębiorczości oraz wspieraniu rozwoju ekonomii społecznej;
- profilaktyki oraz działań służących rozwiązywaniu problemu uzależnień[3];
- przeciwdziałania wykluczeniu społecznemu niepełnosprawnych mieszkańców Katowic;
- ograniczania zjawiska bezdomności;
- wzmocnienia zasobów służących zdrowiu i aktywnemu uczestnictwu osób starszych w życiu społecznym[4];

## Obszar zdegradowany Katowic

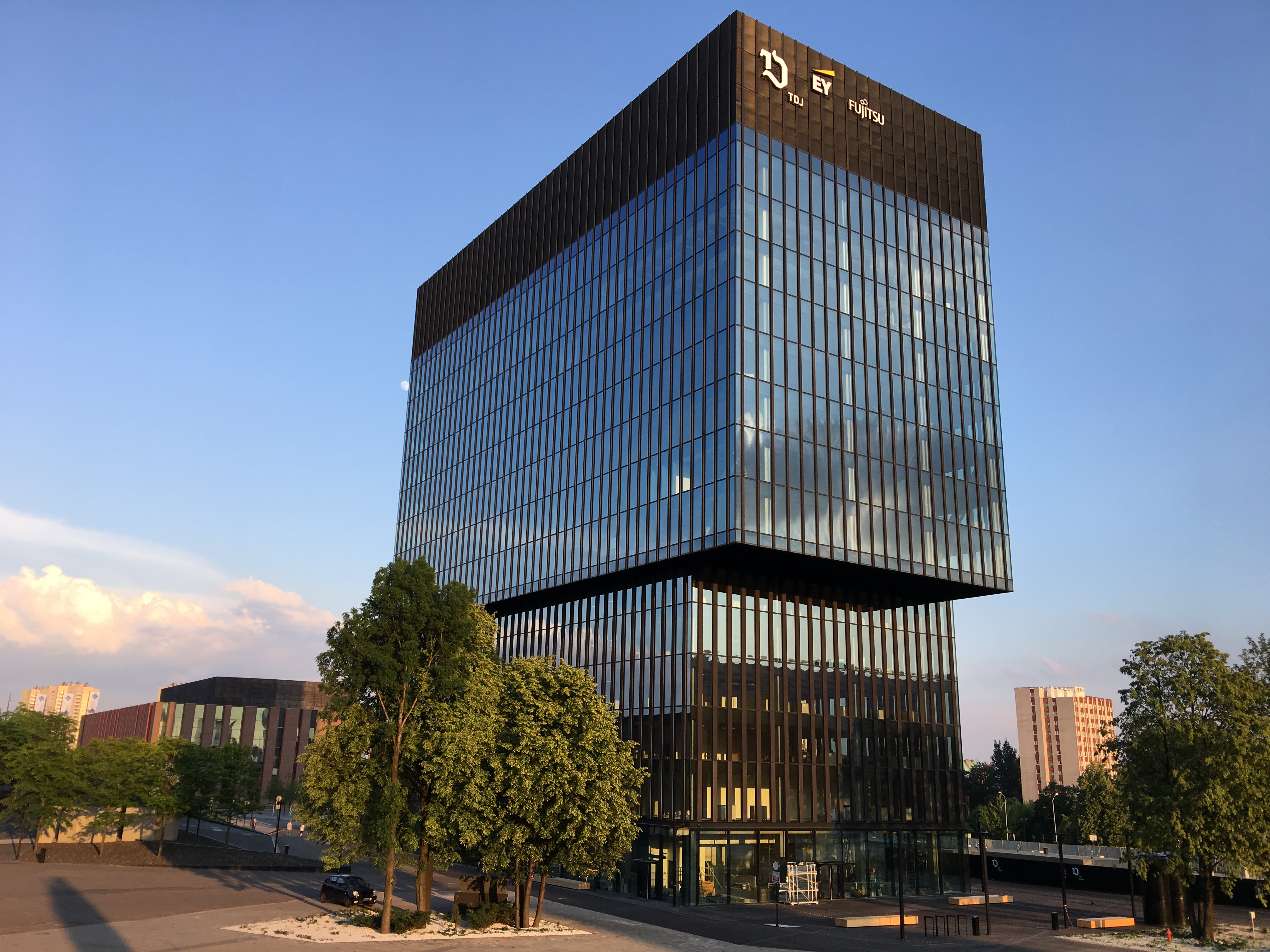
Wieżowce KTW znajdują się w Strefie Kultury

W Katowicach obszar zdegradowany obejmuje granice następujących dzielnic: Śródmieście, Zawodzie, Załęże, Dąb, Wełnowiec-Józefowiec, Koszutka, Bogucice, Dąbrówka Mała, Szopienice-Burowiec oraz Janów-Nikiszowiec. Obszar rewitalizacji natomiast obejmuje części dzielnic: Śródmieście, Zawodzie, Załęże, Bogucice, Szopienice-Burowiec, Janów-Nikiszowiec, Dąb, Wełnowiec-Józefowiec. W Katowicach obszar rewitalizacji wynosi łącznie 1 386,90 ha (8,42% powierzchni miasta) oraz jest zamieszkiwany przez ok. 70 046 osób (24,22% ludności miasta).

## Rewitalizacja terenuKWK „Katowice”

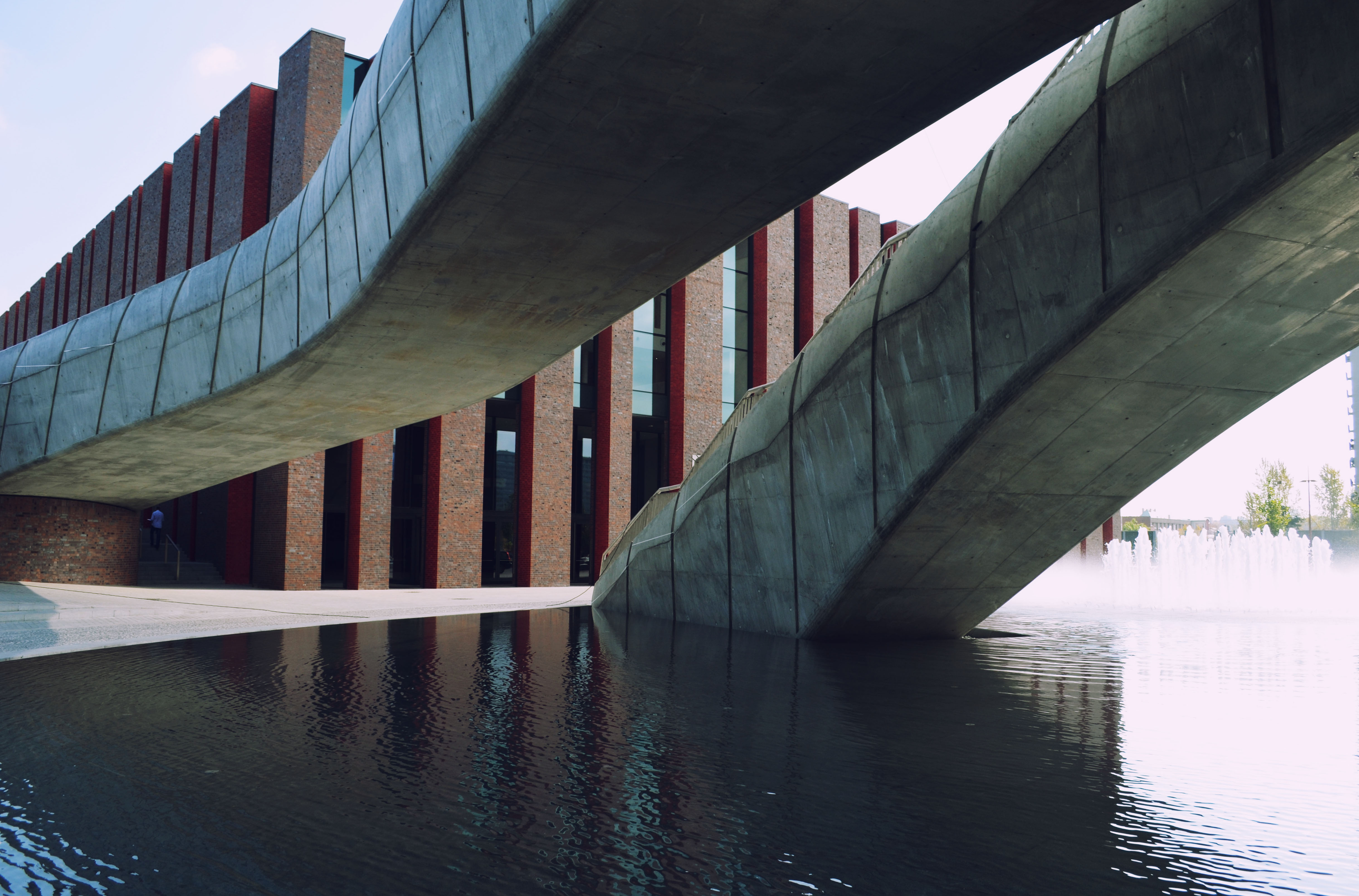
Budynek NOSPR znajdujący się w strefie kultury

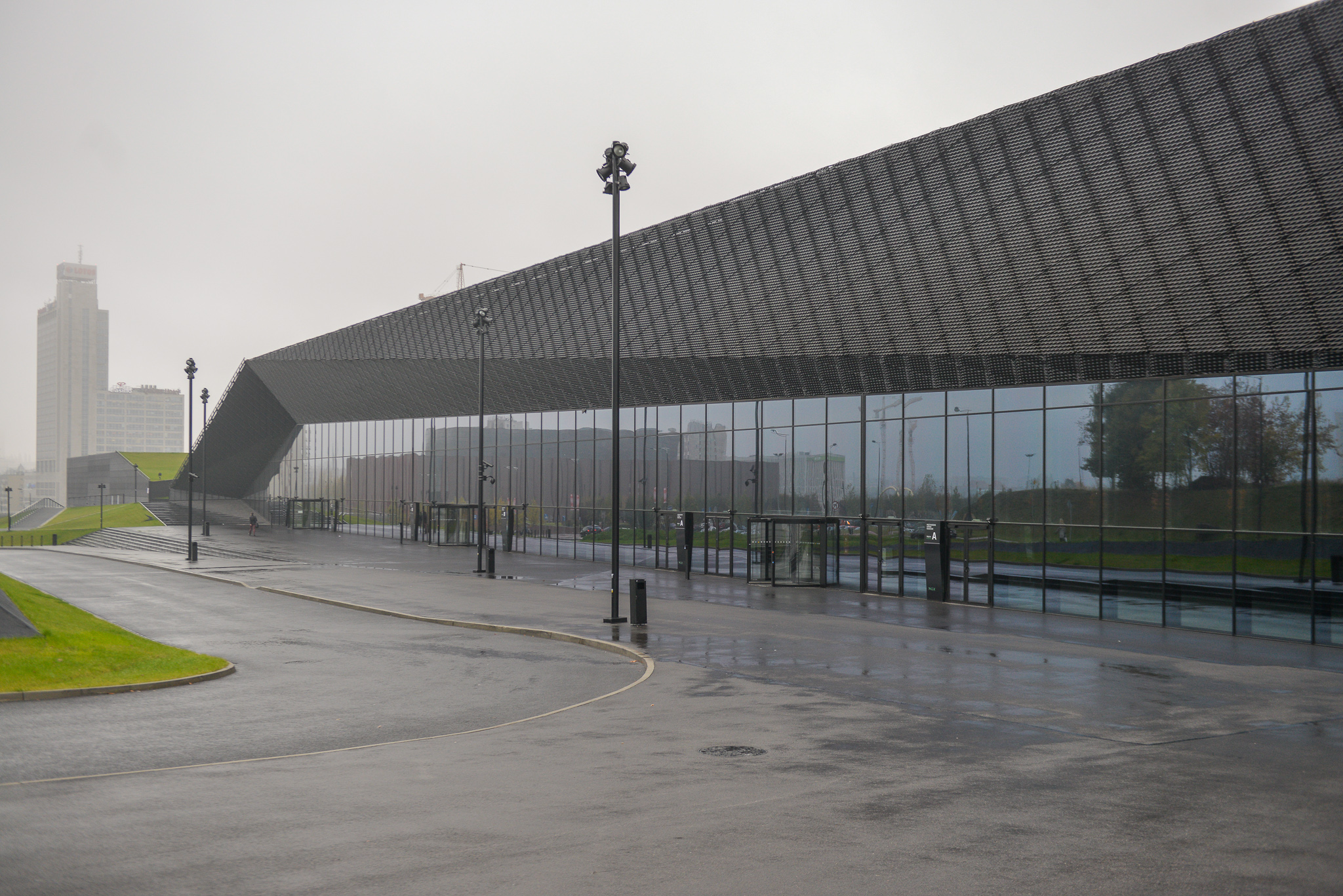
Międzynarodowe Centrum Kongresowe mieszczące się w Strefie Kultury

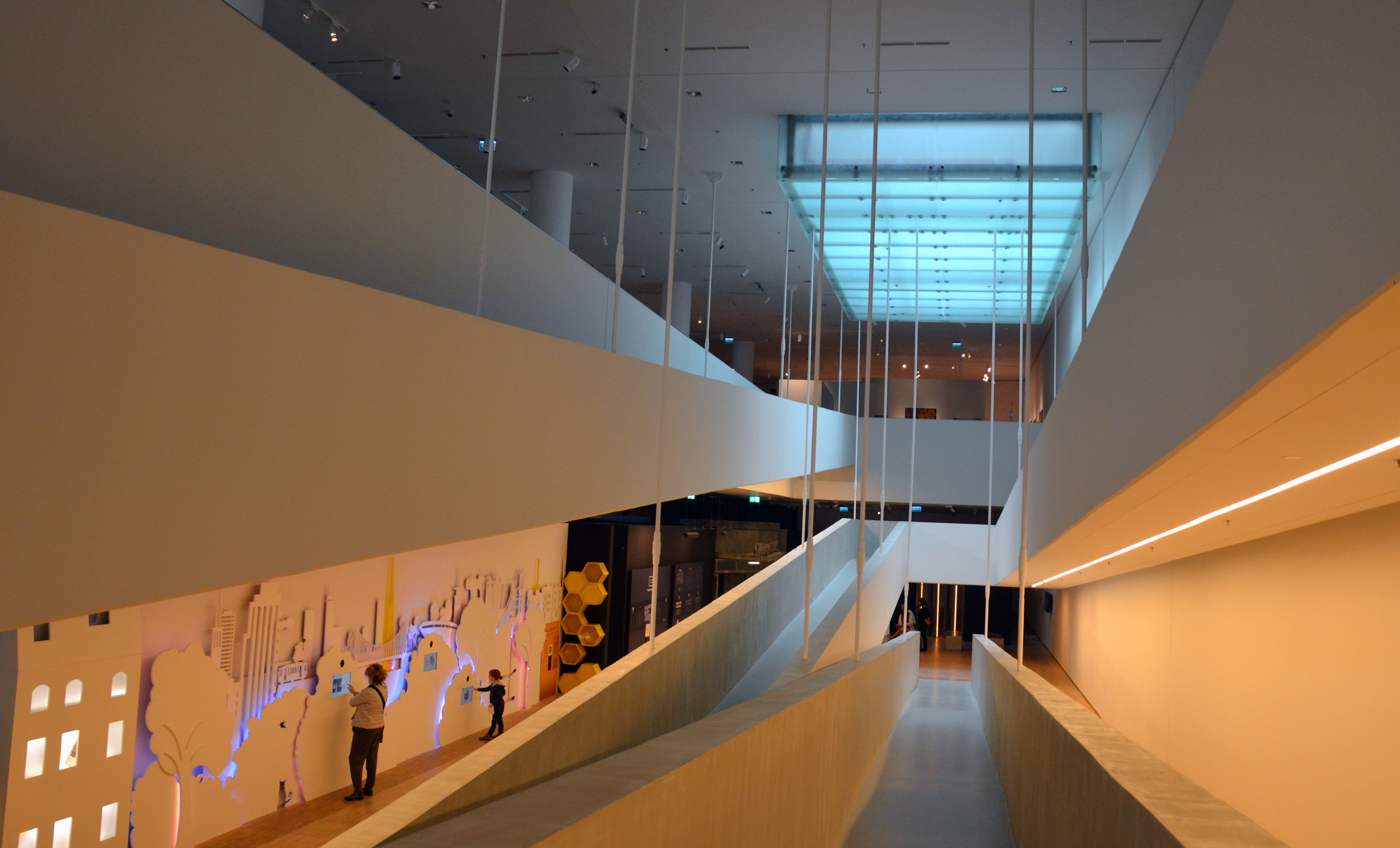
Fragment części podziemnej Muzeum Śląskiego - dzięki szklanym kostkom na powierzchni, poszczególne pomieszczenia są doświetlane

Na terenie byłej kopani węgla KWK Katowice stworzono obszar nazwany Strefą Kultury powstał tam kompleks nowoczesnych budynków a w nim między innymi Międzynarodowe Centrum Kongresowe. Które jest największym centrum kongresowym w Polsce. Właścicielem obiektu jest Miasto Katowice. Od 2 maja 2016 centrum jest zarządzane przez firmę PTWP Event Center z Katowic. Centrum zostało wybudowane w latach 2011–2015 kosztem ponad 378 mln zł. Ma bezpośrednie połączenie ze Spodkiem. Budynek Międzynarodowego Centrum Kongresowego został zaprojektowany przez utytułowaną pracownię architektoniczną Jems Architekci z Warszawy. Kolejnym budynkiem jest siedziba Narodowej orkiestry symfonicznej Polskiego Radia. Autorem projektu jest Tomasz Konior z zespołem, akustykę Wielkiej Sali Koncertowej zaprojektował Yasuhisa Toyota z przedsiębiorstwa Nagata Acoustics. Budowa rozpoczęła się w 2012 roku i zakończyła w 2014. Generalnym wykonawcą była firma Warbud. Na samym końcu strefy Kultury możemy znaleźć Muzeum Śląskie - Nowoczesna konstrukcja zaprojektowana przez austriacką pracownię Riegler Riewe Architekten z Grazu, zakłada maksymalne wykorzystanie przestrzeni znajdującej się pod powierzchnią ziemi, a tym samym niewielką ingerencję w poprzemysłowy krajobraz. Główną częścią kompleksu architektonicznego Muzeum Śląskiego stanowi siedmiokondygnacyjny budynek, w którym aż 3 poziomy znajdują się pod ziemią.
Zrewitalizowane pokopalniane obiekty
- Dawny budynek maszynowni, zaadaptowany na kawiarnię/restaurację.
- Magazyn odzieży - obecnie siedziba Centrum Scenografii Polskiej.
- Stolarnia - obecnie przestrzeń edukacyjna "Na tropie Tomka".
- Łaźnia główna - obecnie przestrzeń wystawiennicza oraz siedziba działów Archeologii,

## Rewitalizacja terenuhuty „Baildon”

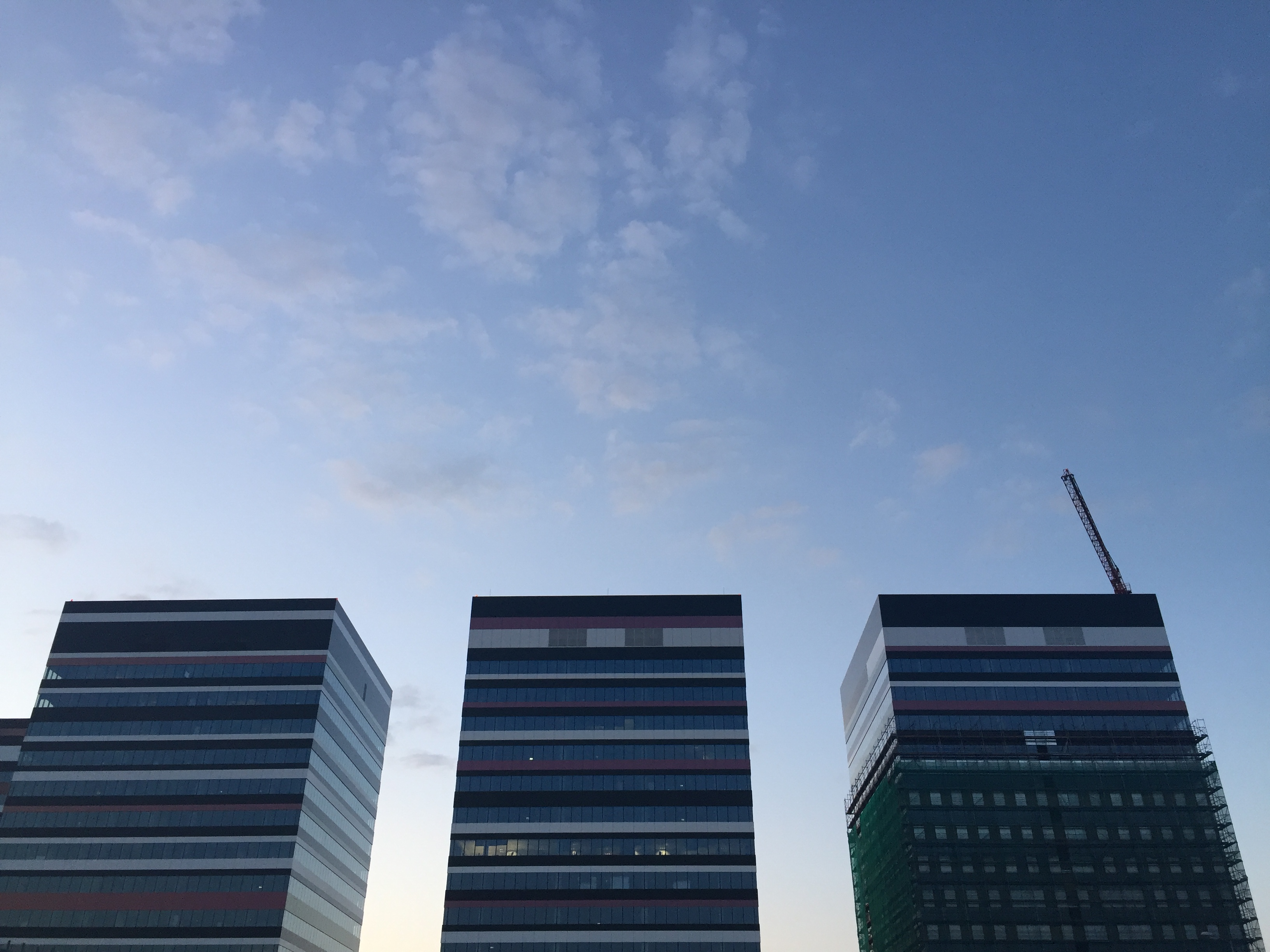
Wieżowce Silesia Business Park znajdujące się na byłych terenach huty Baildon

Kolejnym w projektem rewitalizacyjnym są dawne tereny Huty Baildon powstał tam kompleks biurowców Silesia Business Park, zwana potocznie Tiramisu. Kompleks budynków składa się z czterech 52 metrowych biurowców o powierzchni każdy 12 000 mkw. w budynkach zastosowano stolarkę okienną o podwyższonym współczynniku dźwiękoszczelności, niezależne układy wentylacji mechanicznej z regeneracyjnym wymiennikiem odzysku ciepła i wilgoci, a w każdym systemie nagrzewnice wtórne wodne lub freonowe pompy ciepła. Każdy budynek składa się z 26 pasów: 13 czarnych, 5 złotych, 8 białych. Jego zaletą jest oszczędność prądu i zastosowanie nowoczesnych technologii, aby był to projekt ekologiczny.

## RewitalizacjaRynku w Katowicach

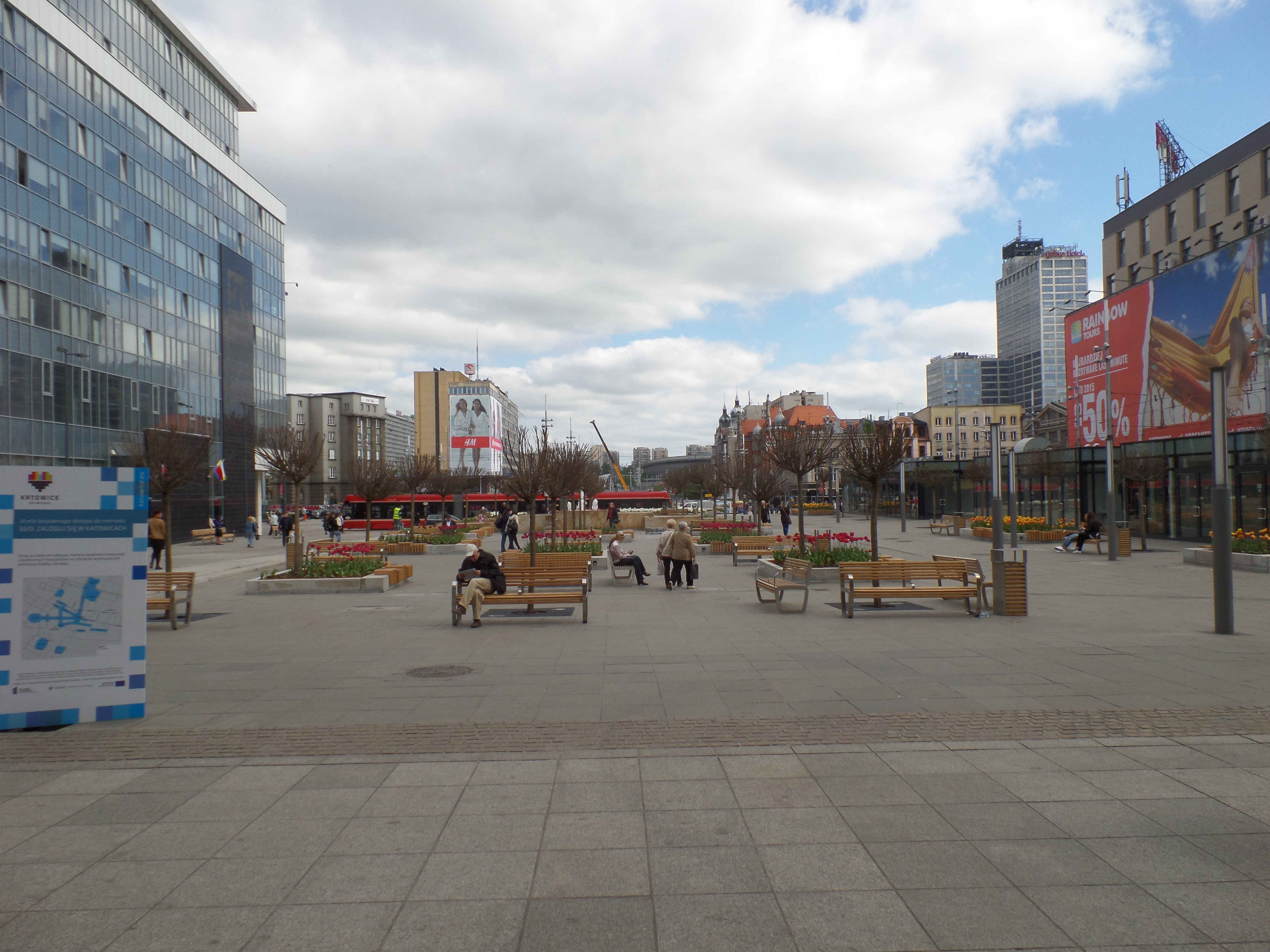
tzw. plac kwiatowy na katowickim Rynku oraz widoczny Dom Prasy Śląskiej (maj 2015)

18 maja 2011 zostało wszczęte postępowanie administracyjne, mające na celu wydanie decyzji na realizację inwestycji drogowej pn.: "Przebudowa układu drogowego, placów publicznych, torowiska tramwajowego oraz infrastruktury technicznej w strefie Rondo−Rynek" dla przedsięwzięcia "Przebudowa strefy śródmiejskiej miasta Katowice". W lipcu 2011 radni na posiedzeniu Rady Miasta Katowice wyrazili zgodę na zaciągnięcie kredytu przez miasto na wysokość około 100 milionów złotych, które mają być przeznaczone na przebudowę, a we wrześniu 2011 miasto ogłosiło przetarg na przebudowę strefy. Rozpoczęcie prac budowlanych nastąpiło 3 marca 2012 roku.
Po przebudowie powstał tzw. plac kwiatowy pomiędzy budynkiem Rynek 1 a SDH „Zenit”, z ławkami, siedziskami drewnianymi, schodkami oraz pawilonami kwiatowymi po wschodniej stronie. Centralną część Rynku pozostawiono jako płytę do organizacji różnych wydarzeń. Likwidacji uległo torowisko tramwajowe, umożliwiające skręt z al. W. Korfantego w ul. Warszawską. Powstał za to łącznik, umożliwiający tramwajom skręt z ul. Warszawskiej w ul. św. Jana. W północno-wschodniej części powstał plac zabaw, a całość od strony północnej zajął piętrowy pawilon. Oddanie całego Ryku do użytku po przebudowie miało miejsce w 2016, a pawilonu – w 2017.

### Dom Prasy Śląskiej
W latach 2010–2014 gmach został przybudowany z przeznaczeniem na siedzibę części wydziałów katowickiego magistratu. Obiekt zyskał m.in. nową elewację. Wykonawcą prac był Mostostal Warszawa, a ich koszt wyniósł dwadzieścia milionów złotych. Gmach został oddany do użytku w okresie od końca czerwca 2014 roku (Biuro Obsługi Mieszkańców) do lipca tego roku (pozostałe wydziały).